# 貝爾納多·塔提斯
貝爾納多·安東尼奧·塔提斯（西班牙語：Bernardo Antonio Tatis、1962年5月21日—）為多明尼加棒球選手，綽號「盜帝」，曾效力於中華職棒味全龍，中文登錄名為「大帝士」，守備位置為游擊手及外野手，1997年創下的單季71次盜壘成功至今仍是中華職棒的紀錄。

## 經歷
- 美國職棒多倫多藍鳥（小聯盟，1981年～1987年）
- 美國職棒匹茲堡海盜（小聯盟，1988年～1989年）
- 墨西哥聯盟Diablos Rojos del Mexico（1989年）
- 多明尼加聯盟Águilas Cibaeñas（1989年10月～1990年1月）
- 美國職棒德州遊騎兵（小聯盟，1990年）
- 多明尼加聯盟Águilas Cibaeñas（1990年10月～1991年1月）
- 美國職棒克里夫蘭印地安人（小聯盟，1990年～1991年）
- 墨西哥聯盟Diablos Rojos del Mexico（1992年)
- 多明尼加聯盟Águilas Cibaeñas（1992年10月～1993年1月）
- 墨西哥聯盟Puebla Parrots(1993年)
- 墨西哥聯盟Diablos Rojos del Mexico（1994年)
- 中華職棒味全龍（1994年）
- 墨西哥聯盟Diablos Rojos del Mexico（1995年）
- 墨西哥聯盟Leones de Yucatan(1996年)
- 墨西哥太平洋聯盟Yaquis de Obregón（1996年10月～1997年1月）
- 中華職棒味全龍（1997年～1999年）
- 墨西哥聯盟Leones de Yucatan(1999年)
- 美國職棒密爾瓦基釀酒人球探（2000年）
- 墨西哥聯盟Diablos Rojos del Mexico總教練（2000年）
- 墨西哥聯盟Monclova Steelers總教練（2001年）
- 墨西哥聯盟Saraperos de Saltillo總教練（2002年）
- 墨西哥聯盟Diablos Rojos del Mexico總教練（2003年～2004年）
- 墨西哥聯盟Leones de Yucatan總教練（2005年）
- 墨西哥聯盟Monterrey Sultans總教練（2005年～2006年）
- 墨西哥聯盟Rieleros de Aguascalientes 總教練（2007年）
- 墨西哥聯盟Rojos del Aguila de Veracruz 總教練（2010年）

## 職棒生涯成績
| 年度   | 球隊   | 出賽 | 打數 | 安打 | 全壘打 | 打點 | 盜壘 | 四死 | 三振 | 壘打數 | 雙殺打 | 打擊率 |
| ------ | ------ | ---- | ---- | ---- | ------ | ---- | ---- | ---- | ---- | ------ | ------ | ------ |
| 1994年 | 味全龍 | 14   | 41   | 8    | 0      | 3    | 4    | 6    | 9    | 11     | 2      | 0.195  |
| 1997年 | 味全龍 | 94   | 383  | 120  | 5      | 40   | 71   | 38   | 62   | 163    | 3      | 0.313  |
| 1998年 | 味全龍 | 99   | 390  | 114  | 7      | 29   | 65   | 54   | 59   | 169    | 7      | 0.292  |
| 1999年 | 味全龍 | 22   | 86   | 19   | 2      | 5    | 7    | 10   | 14   | 26     | 0      | 0.221  |
| 合計   | 4年    | 229  | 900  | 261  | 14     | 77   | 147  | 108  | 144  | 369    | 12     | 0.290  |

- 粗體字為該年度最高成績，紅字為聯盟紀錄

## 特殊事蹟
- 1997年，創下單季71次盜壘，為中華職棒單季盜壘數最多的球員
- 1999年9月20日於台中棒球場對興農牛，在延長10局上從艾巴勒手中擊出1分打點的勝利全壘打，成為味全龍史最後一支在延長賽出現的勝利全壘打，也是隊史唯一在延長賽擊出勝利全壘打的外籍球員
- 1999年10月20日於嘉義市立棒球場對戰中信鯨，從高建三手中擊出全壘打，該支為味全龍史例行賽最後一支全壘打

## 爭議
- 1999年11月3日總冠軍賽第一戰，五局下跑回本壘時與和信鯨捕手王光浩發生衝撞，引發王光浩的不滿，王光浩直接朝大帝士腹部出拳，造成兩隊衝突爆發，後遭聯盟禁賽十場、罰款十萬元。也導致後續總冠軍賽無法出賽[1]。

## 外部連結
- 貝爾納多·塔提斯的X（前Twitter）
- 貝爾納多·塔提斯在中華職棒
- 貝爾納多·塔提斯在Baseball-Reference.com（小聯盟以及海外聯盟）（英语）
- 貝爾納多·塔提斯在台灣棒球維基館上的頁面（繁體中文）

| 前任： 賀亮德 | 中華職棒盜壘王 1997年、1998年 | 繼任： 黃甘霖 |